# Fórmula Vee

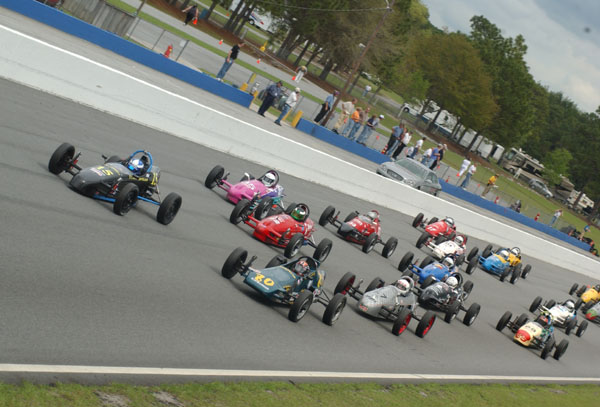
Carros de Fórmula Vee.

Fórmula Vee, antigamente chamada de Fórmula Vê, é uma competição de automobilismo disputada com veículos monopostos de baixo custo, sendo a maior categoria monoposto do mundo.
No Brasil, além de ser a competição de menor custo do automobilismo nacional, ela ajudou a revelar muitos talentos do automobilismo, como Chico Lameirão, Ingo Hoffman, Nelson Piquet e os irmãos Wilson e Emerson Fittipaldi.
A modalidade também é realizada em países como Irlanda, Austrália, EUA e Inglaterra, sempre com a mesma proposta.

## História
A Formula Vee surgiu nos EUA, quando o dono de uma concessionária da Volkswagen, Hubert Brundage, buscava uma forma de fortalecer a marca e seus produtos no país, o que poderia ser feito com o Automobilismo.
Em 1962 foram fabricados alguns carros, que participaram de algumas corridas. Em 1963 a SCCA (Sports Car Club of America) reconheceu a categoria e oficializou as corridas. A partir daí, a categoria começou a crescer muito rapidamente, inclusive internacionalmente, uma vez que os carros da VW tinham grande popularidade em muitos países do mundo.

### No Brasil
No Brasil a categoria começou a se difundir no final da década de 1960, sendo conhecida por Fórmula Vê.
A primeira temporada foi disputada no ano de 1967, encerrando o ano com em evento especial, os 500 km de Interlagos. Nos anos seguintes a categoria enfrentou dificuldades, visto que o Autódromo de Interlagos foi fechado para reformas que duraram até 1970, sendo as corridas realizadas em sua maioria no Rio de Janeiro. Assim, a competição ganhou status de categoria regional, perdendo muitos apoios, inclusive da VW, e logo foi extinta.
Em 1974, surge a Fórmula Super-Vê, contando com um forte apoio da VW, essa categoria teve grande sucesso, o que viabilizou também o retorno da Fórmula Vê em 1975, como categoria de acesso. A perda do apoio da montadora em 1981 colocou um novo fim à categoria.
Em 2011, depois de 30 anos de ausência, a categoria foi recriada por Joaquim Lopes Filho e o engenheiro Roberto Zulli, com corridas realizadas dentro do Campeonato Paulista de Automobilismo.
A Fórmula Vee Brazil reúne pilotos de todas as idades, tanto jovens quanto veteranos. Por isso, foram igualmente criadas duas subcategorias: Júnior para jovens de 14 a 19 anos e Máster para pilotos acima de 40 anos.

## Campeões da Fórmula Vee Brazil

### Campeonato Paulista[5][6]
| Ano  | Geral             | Júnior          | Máster            |
| ---- | ----------------- | --------------- | ----------------- |
| 2011 | Fernando Monis    |                 |                   |
| 2012 | Rodrigo Rosset    |                 |                   |
| 2013 | Matheus Jacques   |                 |                   |
| 2014 | Rodrigo Rosset    |                 |                   |
| 2015 | Heitor Nogueira   |                 |                   |
| 2016 | Heitor Nogueira   |                 |                   |
| 2017 | Heitor Nogueira   |                 |                   |
| 2018 | Heitor Nogueira   | Nathan Brito    |                   |
| 2019 | João Pedro Maia   | João Pedro Maia | Ricardo Cury      |
| 2020 | Laurent Guerinaud | Wallace Martins | Augusto Santin    |
| 2021 | Laurent Guerinaud | Kaue Baroudi    | Augusto Santin    |
| 2022 | Laurent Guerinaud | Kauan Morais    | Laurent Guerinaud |

### Copa ECPA - Piracicaba[6]
| Ano  | Elite 1 - Geral    | Elite 2 - Geral    | Elite 1 - Júnior  | Elite 2 - Júnior  | Elite 1 - Máster   | Elite 2 - Máster     |
| ---- | ------------------ | ------------------ | ----------------- | ----------------- | ------------------ | -------------------- |
| 2018 | Nathan Brito       | Nathan Brito       | Nathan Brito      | Nathan Brito      | Nathan Brito       | Nathan Brito         |
| 2019 | João Pedro Maia    | João Pedro Maia    | João Pedro Maia   | João Pedro Maia   | Octávio Nucci Neto | Aratangy de Mendonça |
| 2020 | Gerson Zarpelão Jr | Augusto Santin     | Carlos Piagentini | Carlos Piagentini | Saulo Soares       | André Suenaga        |
| 2021 | Gerson Zarpelão Jr | Gerson Zarpelão Jr |                   |                   | André Suenaga      | Saulo Soares         |
| 2022 | André Suenaga      | André Suenaga      |                   |                   | André Suenaga      | André Suenaga        |